# Palais de Viana
Le palais de Viana (palacio de Viana), ou palais des marquis de Viana (palacio de los Marqueses de Viana), est un palais-musée situé dans la ville de Cordoue, dans la communauté autonome d'Andalousie, en Espagne. Il se trouve sur la plaza Don Gome, dans le quartier Santa Marina, vers le nord de la ville. Bâti au XIVe siècle et fréquemment modifié et étendu au XVIe et jusqu'au XXe siècle, il a été déclaré « bien d'intérêt culturel » par l'État espagnol en 1981. Le palais abrite des collections d'art Renaissance ainsi qu'un fonds d'archives sur la noblesse andalouse. Il est entouré de douze patios d'époques et d'aspects variés ainsi que d'un jardin.

## Histoire
Le palais de Viana a été bâti au XIVe siècle. C'est une maison palatiale qui appartient aux seigneurs de Villaseca, qui reçoivent le titre de marquis. Le palais subit plusieurs transformations au fil des siècles, en particulier au XVIIe siècle. En 1873, la neuvième marquise de Villaseca, veuve et unique héritière des biens du marquisat, se remarie en secondes noces avec Teobaldo Saavedra, le fils du duc de Rivas, à qui le roi Alphonse XII octroie en 1875 le titre de marquis de Viana. En 1980, la troisième marquise de Viana, veuve et sans descendance, vend le palais à la Caisse provinciale d'épargne de Cordoue (Caja Provincial de Ahorros de Córdoba). Le palais est actuellement (en 2016) la propriété de la fondation bancaire CajaSur. Il est ouvert au public.

## Le palais et ses différentes salles
Dans leur état du début du XXIe siècle, les différentes salles du palais arborent une décoration datant majoritairement des XVIIe et XVIIIe siècles.

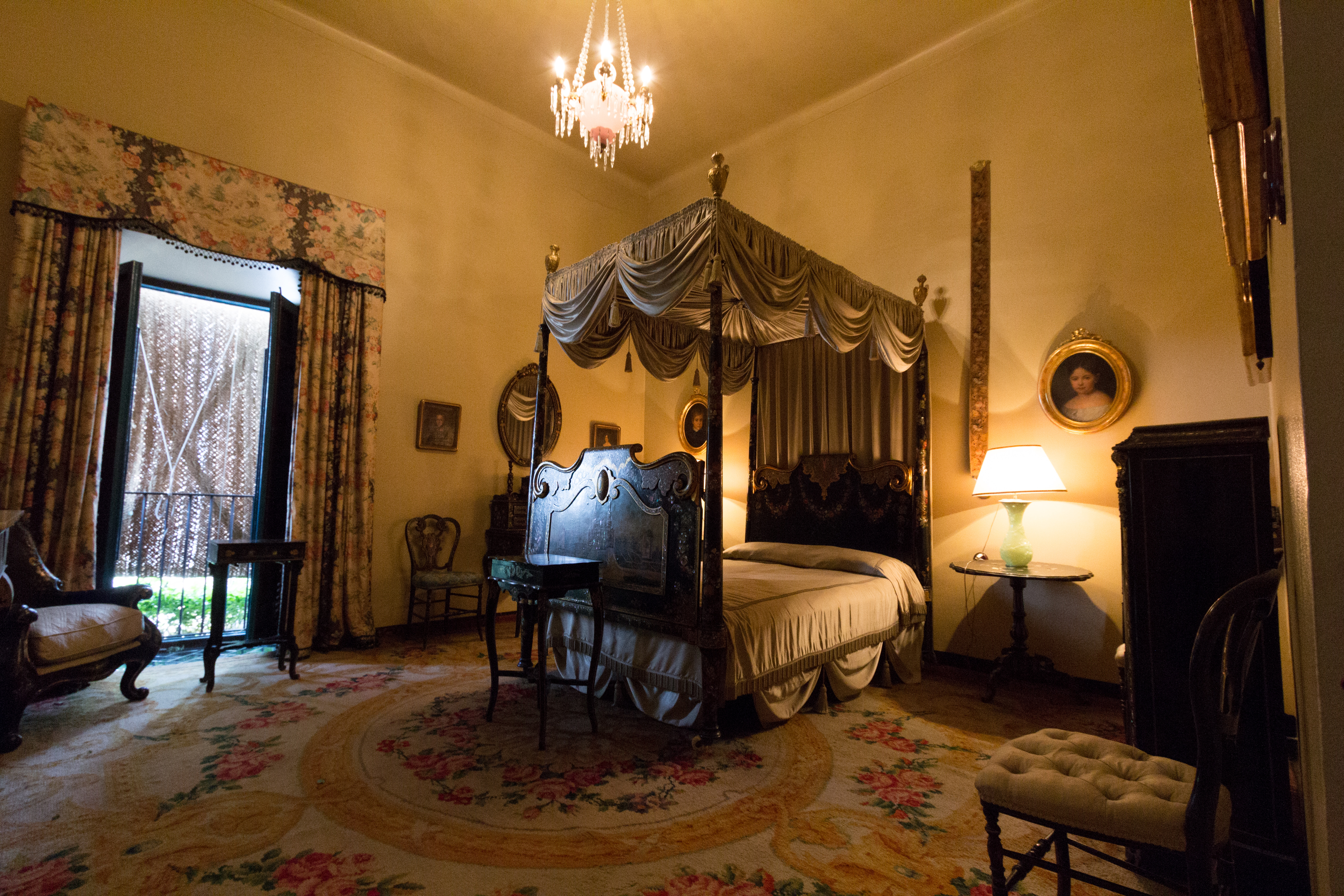
La chambre noire, au premier étage.
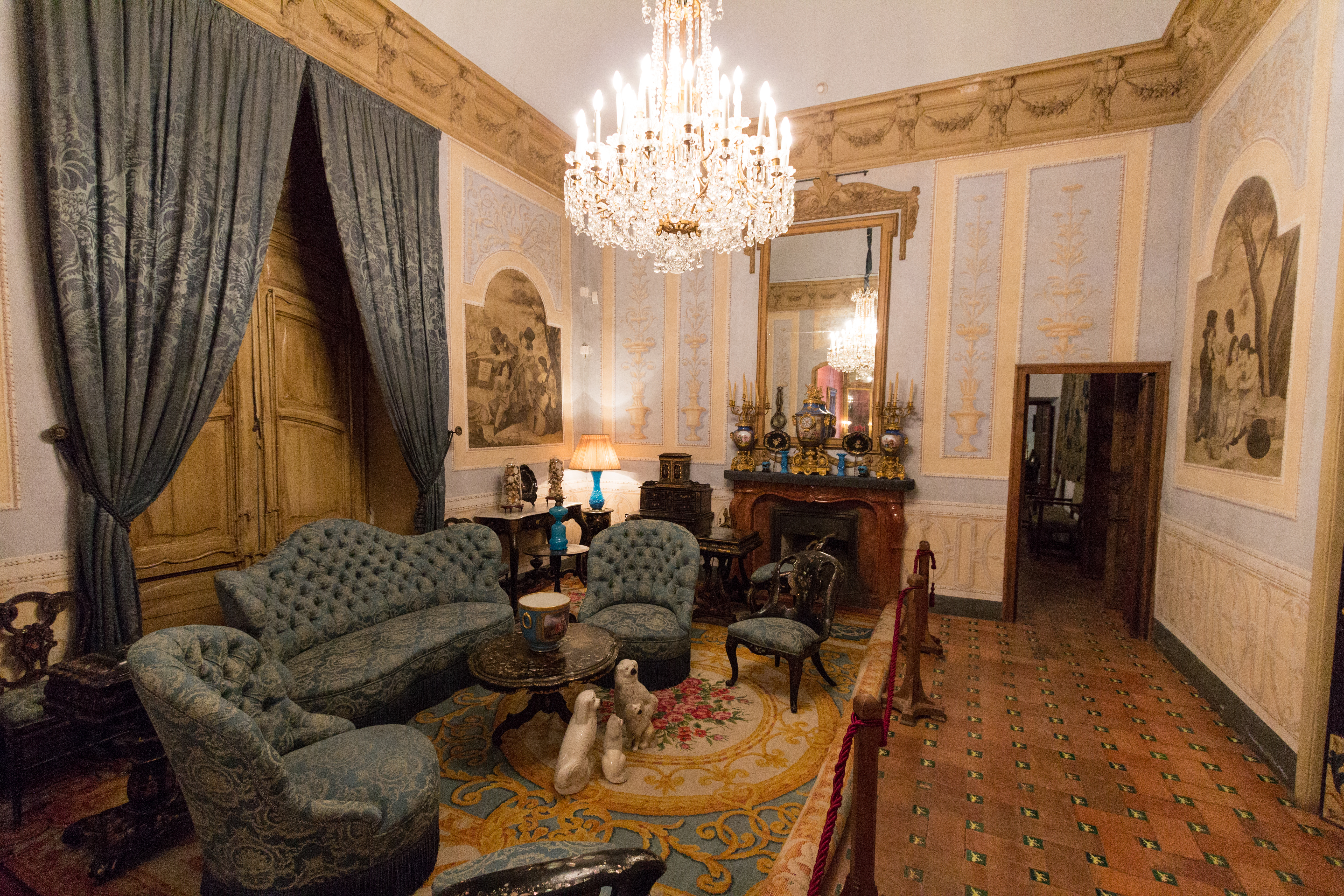
Le salon des sens, au premier étage.
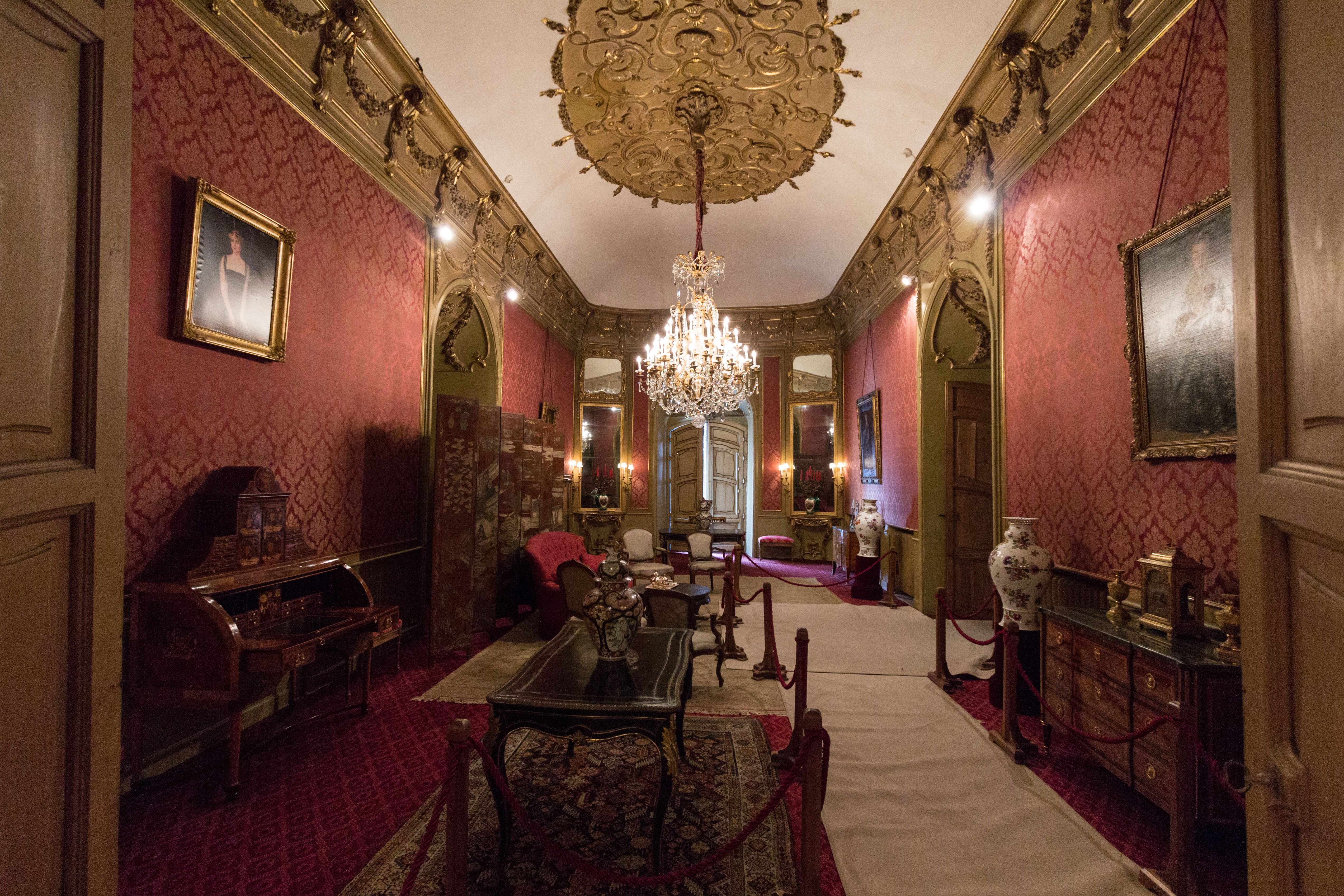
Le salon rouge, au premier étage.
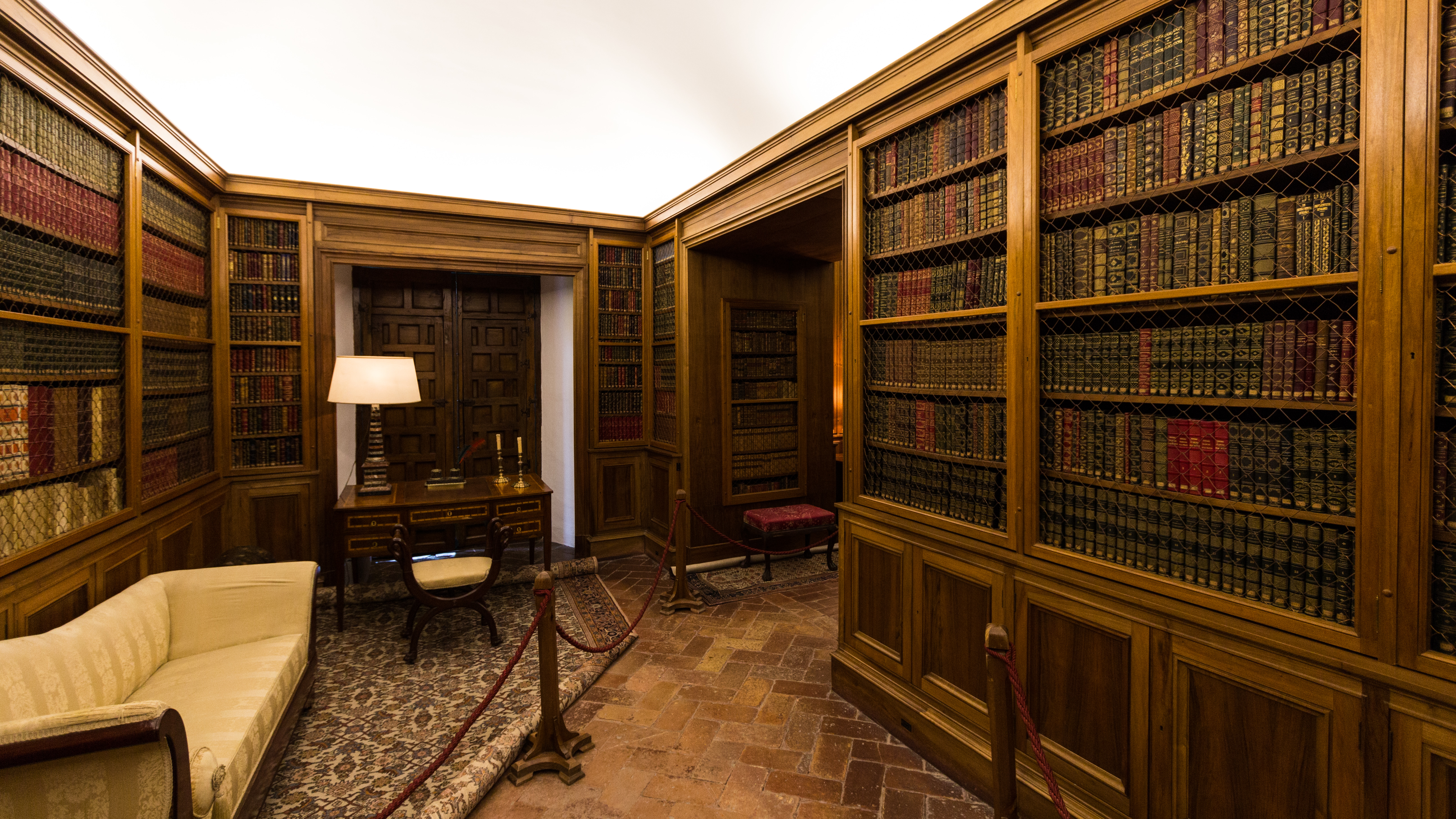
La bibliothèque.
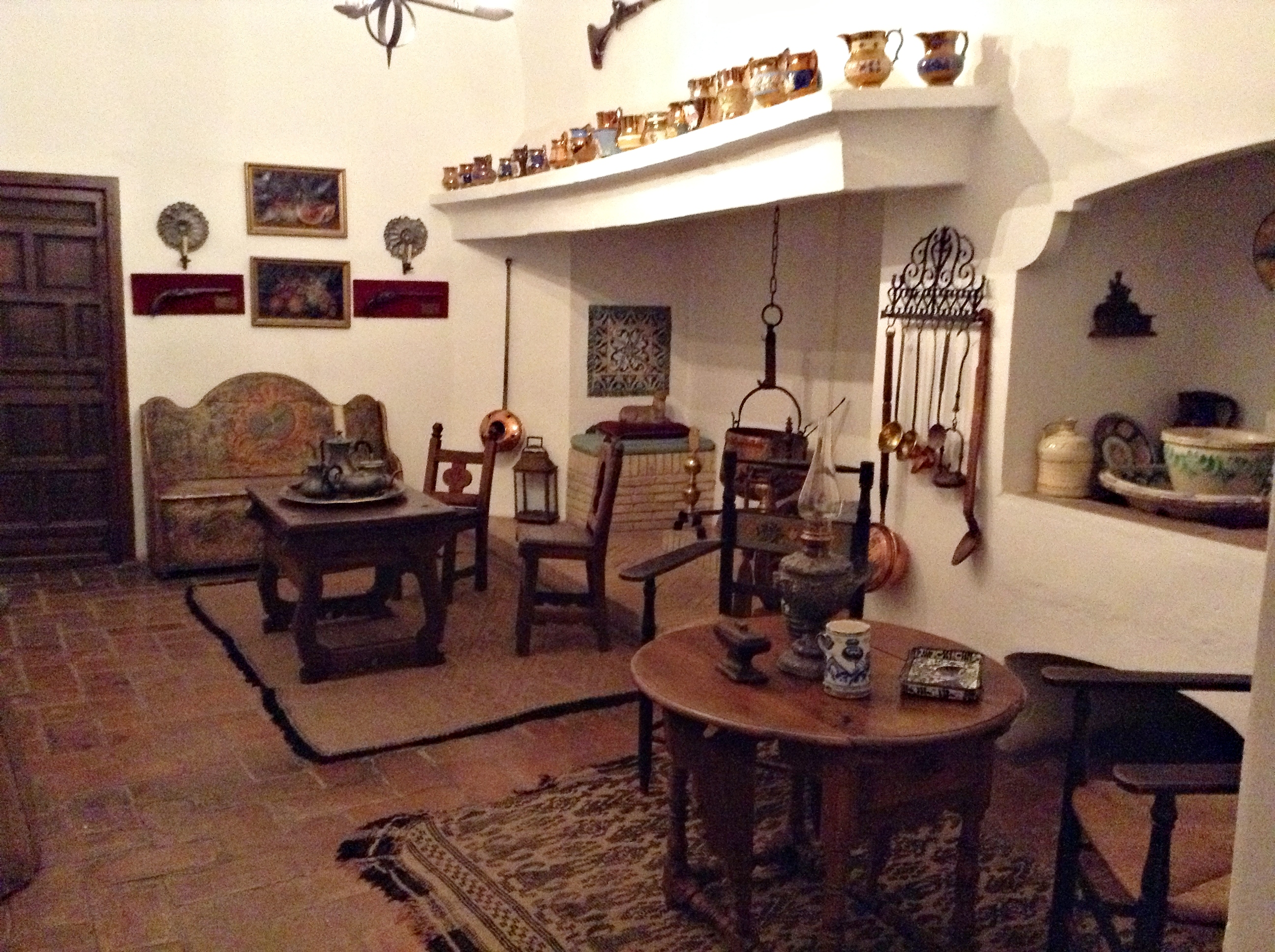
La cuisine rustique.

## L'archive historique de Viana
Le fonds d'archives historique de Viana, conservé dans le palais, a été créé en 2004. Il regroupe environ 800 documents, pour la plupart des testaments, concessions et privilèges, relatifs à l'histoire des seigneurs puis marquis de Viana et à la noblesse espagnole, et qui vont du XIIe siècle au XIXe siècle. Le document le plus ancien conservé dans ce fonds date de 1119 et est rédigé en latin comprenant quelques mots de castillan ancien.

## Les patios et le jardin
Le palais de Viana compte douze patios et un jardin, ajoutés ou transformés au fil de l'histoire de la demeure. Ils ont été restaurés et rouverts au public en 2012.

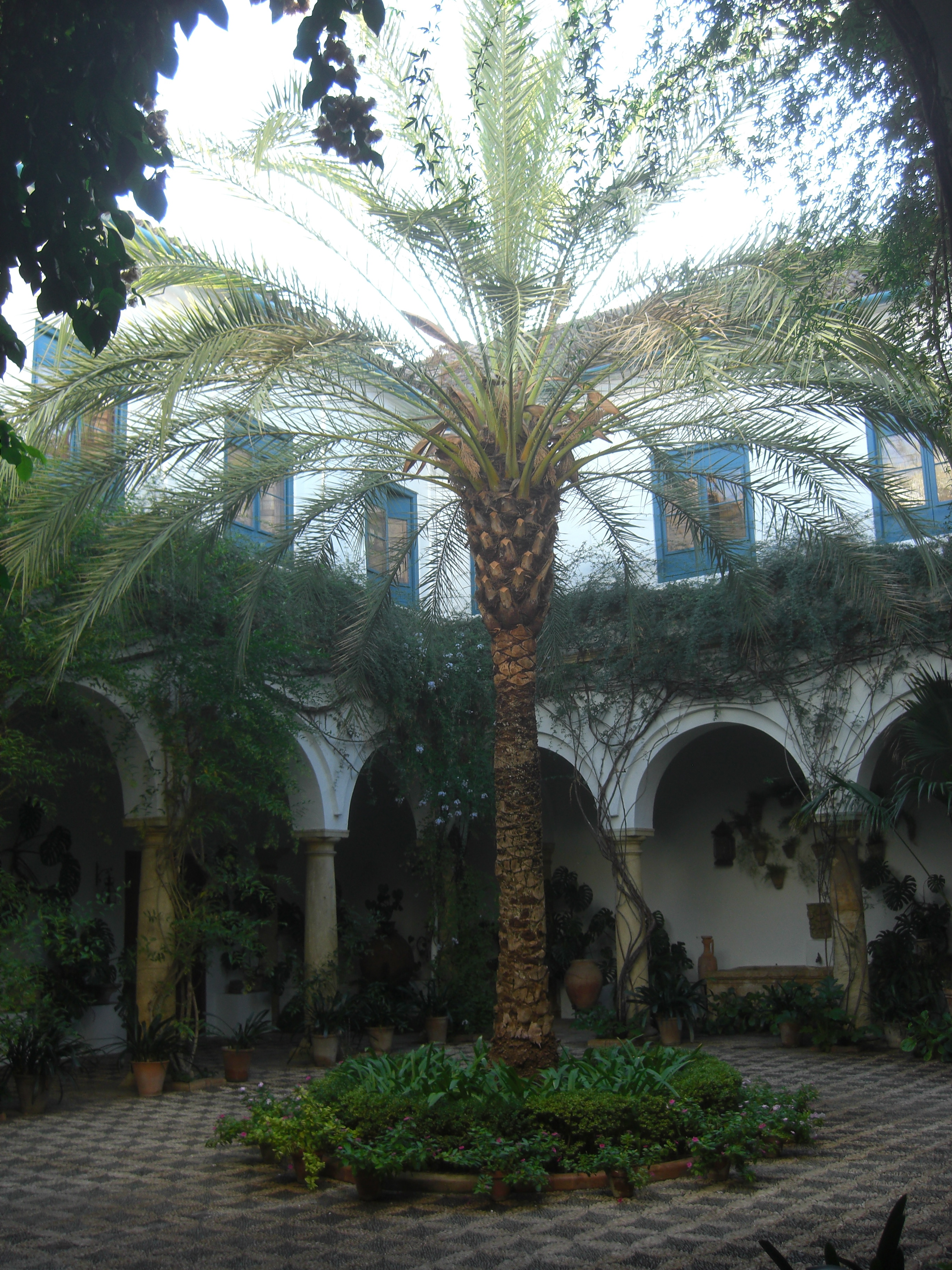
Le patio del Recibo (patio de la Réception).
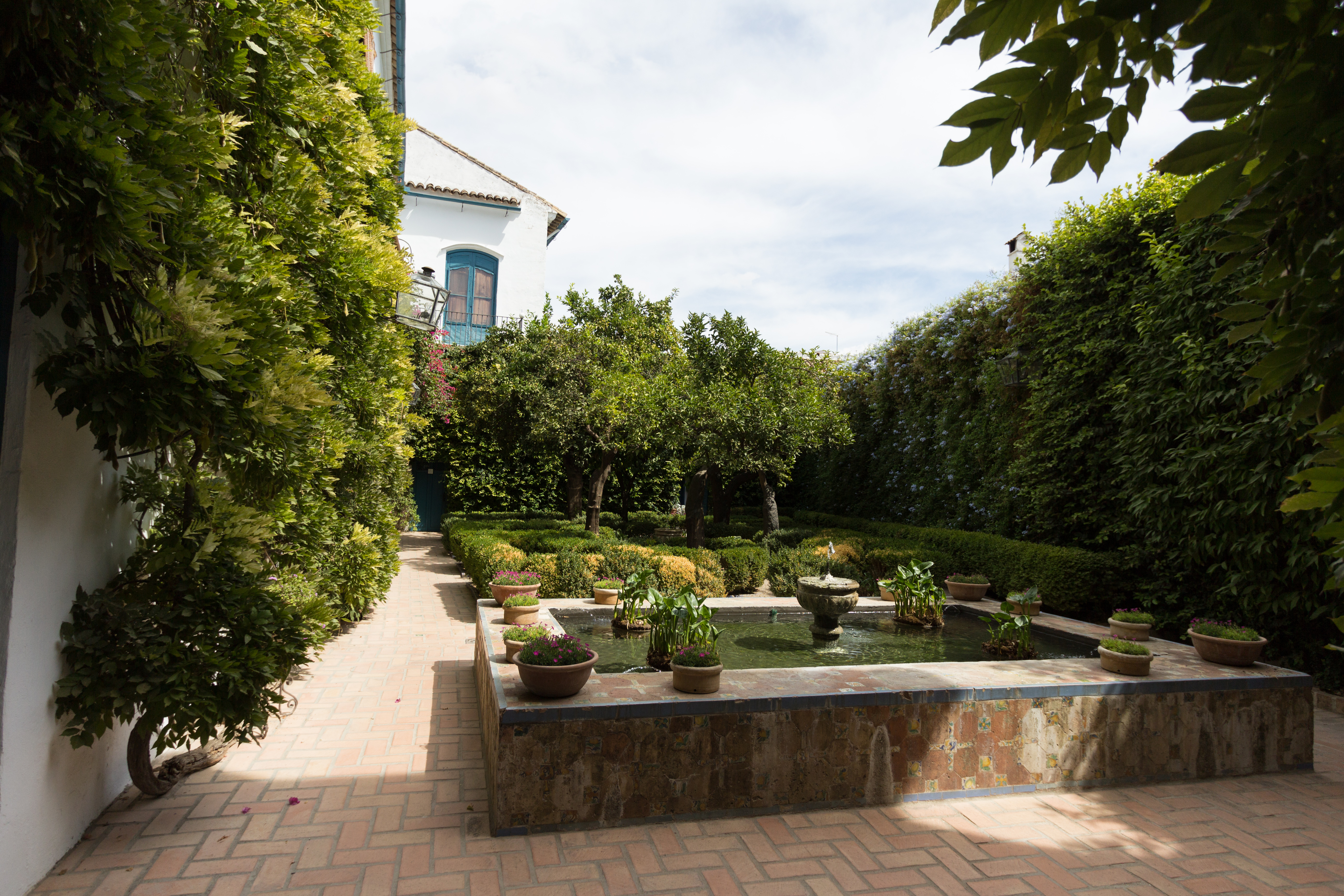
Le patio de los Naranjos (patio des Orangers).
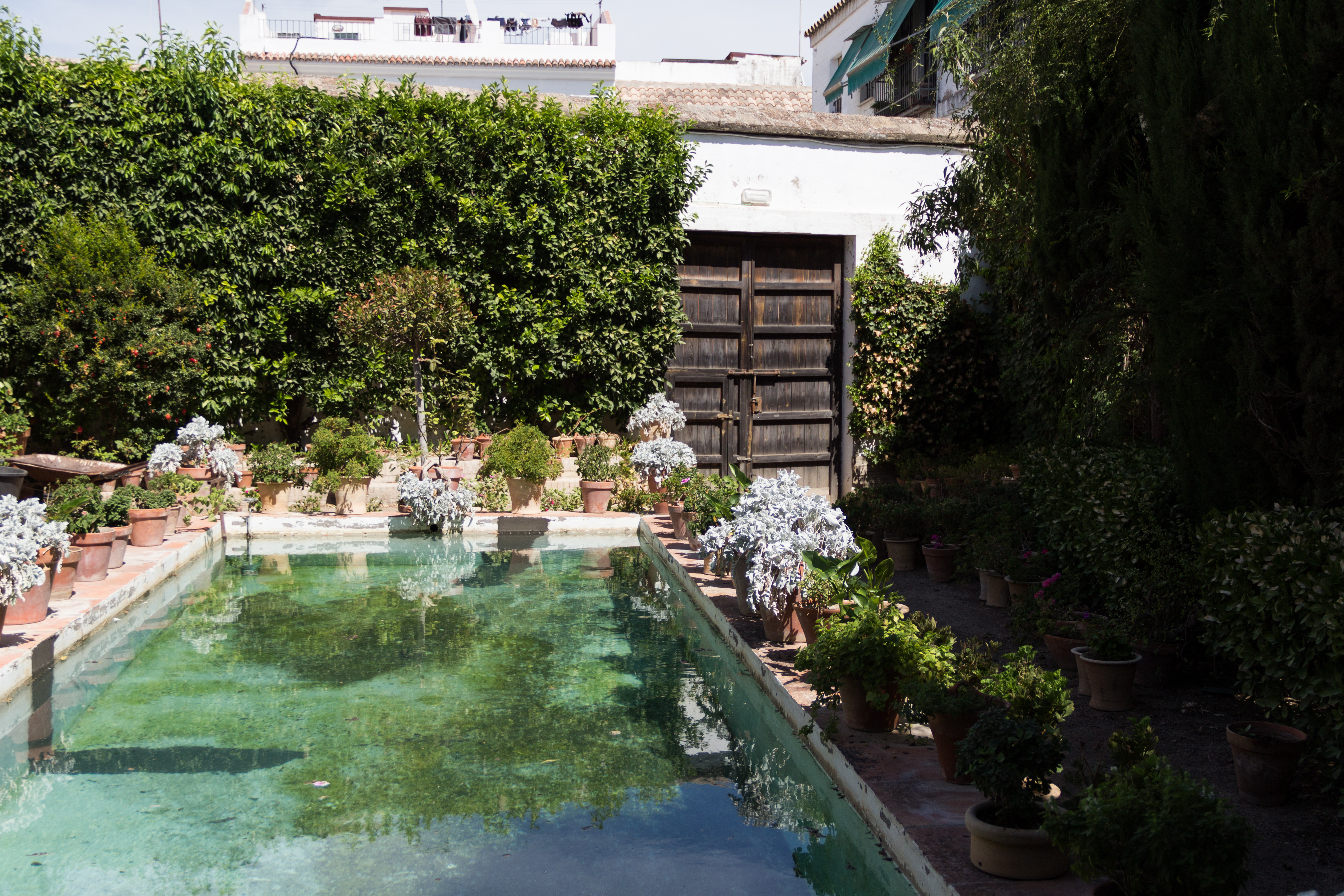
Le patio de la Alberca (patio du Bassin).
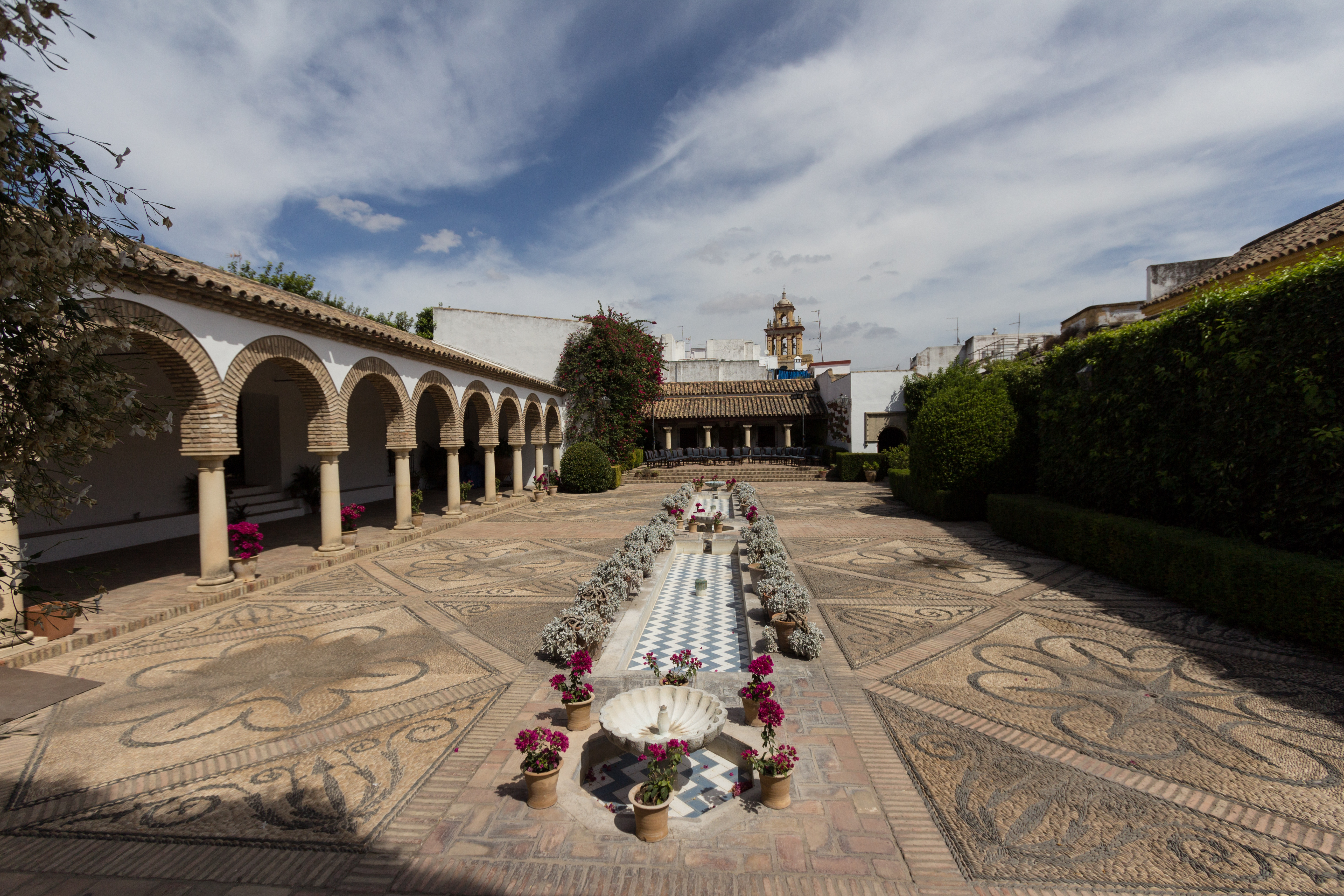
Le patio de las Columnas (patio des Colonnes).
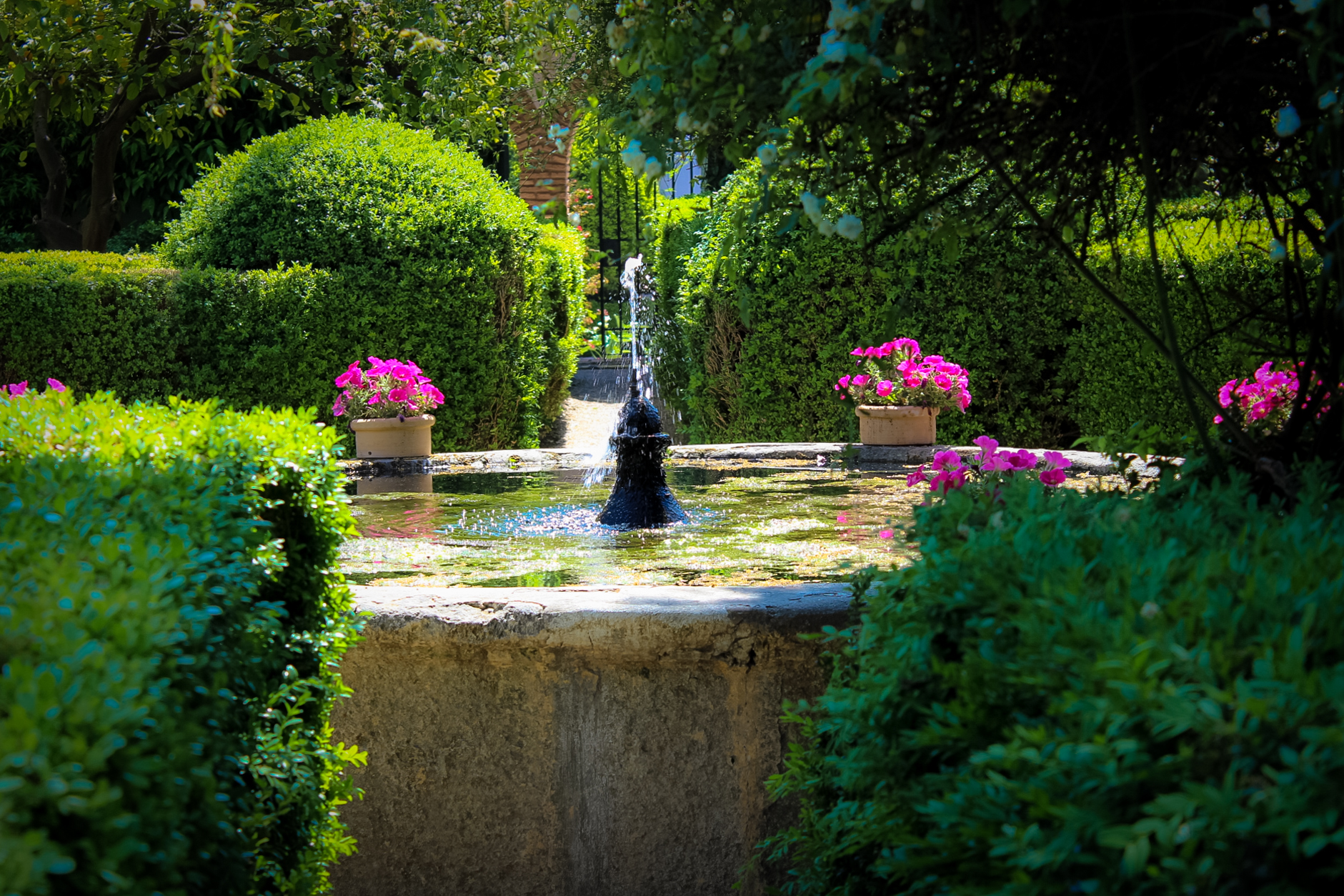
Le jardin.